# Музеї міста Старий Крим
Музеї міста Старий Крим:
| Назва (зображення)                                         | Місце                 | Короткий опис |
| ---------------------------------------------------------- | --------------------- | --- |
| Історико-краєзнавчий музей імені братів-партизан Стоянових | вул. Халтуріна, 2     | Відкритий 1980 року |
| Будинок-музей К. Г. Паустовського                          | вул. Свободи, 17      | Музей майстра ліричної прози К. Г. Паустовського відкритий у вересні 2005 року. Входить до еколого-історико-культурного заповідника «Кіммерія Волошина» і є першим музеєм Паустовського в Криму. Тут представлені справжні речі з інтер'єрів трьох Старокримський будинків, в яких зупинявся Костянтин Георгійович. |
| Будинок-музей О. Гріна                                     | вул. К. Лібкнехта, 52 | Експозиція будинку-музею включає в себе 2 кімнатки: в одній — все, що пов'язано з творчістю Олександра Гріна, інша кімната виглядає точно такою, якою була в останні дні життя письменника |
| Етнографічний музей кримських татар                        | вул. Калініна, 29     | |
| Літературно-художній музей                                 | вул. Свободи, 17      | Заснований 26 липня 1991 р. |